# Blackfin
A Blackfin egy 16 és 32 bites RISC típusú beágyazott mikroprocesszor-család, amelyet az Analog Devices amerikai félvezetőgyártó fejlesztett ki 2000 körül és gyárt a mai napig. A család egyik megkülönböztető jegye a beépített DSP funkcionalitás, amely főleg a fixpontos számítások terén erős és amelyet 16 bites MAC (multiply–accumulate) szorzó-összeadó utasítás is támogat, valamint a kicsi és alacsony fogyasztású mikrovezérlő-kialakítás. Az alacsony fogyasztás a család minden tagjának jellemzője, az egységes processzorarchitektúra alkalmas különböző operációs rendszerek futtatására is, és ezzel egyidőben az olyan összetett numerikus feladatok végzését is képes ellátni, mint pl. a H.264 videokódolás. A Blackfin processzorokhoz számos hardver-fejlesztőkészlet létezik. A Blackfin processzorokon futtatható operációs rendszerek egyike az uClinux.

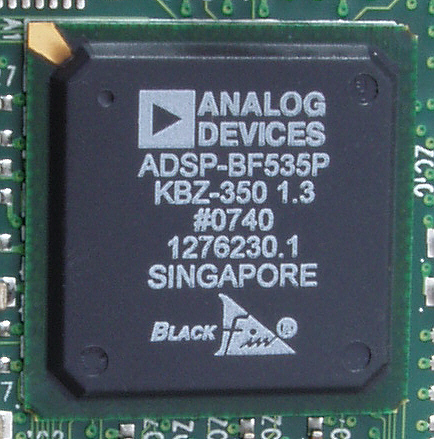
Beszerelt Blackfin BF535 processzor
(a Blackfin logó a tok alján látható inverzben)

## Áttekintés
A Blackfin processzorok a 32 bites RISC mikrovezérlők programozási modelljét alkalmazzák SIMD szervezésű architektúrában; a rendszer az Intel és az Analog Devices közös fejlesztése, elnevezése: MSA (Micro Signal Architecture).
A Blackfin processzor-architektúrát 2000 decemberében jelentették be és először 2001 júniusában demonstrálták az Embedded Systems Conference (Beágyazott Rendszerek Konferenciája) rendezvényen.
A Blackfin architektúra egyetlen magban fogja össze az Analog Devices korábbi SHARC architektúráját és az Intel XScale architektúrát, ezáltal a digitális jelfeldolgozó processzorok (DSP) képességeit egészíti ki a mikrovezérlők funkcionalitásával. Sok különbség van a Blackfin/MSA és XScale/ARM vagy SHARC architektúrák között, de az egyesített rendszer javította a teljesítményt, a programozhatóságot és a fogyasztási jellemzőket, a hagyományos DSP vagy RISC kialakításokkal összehasonlítva.
A Blackfin architektúra több különböző CPU modellt foglal magába, amelyek mind egyedi felhasználási területeket céloznak. A Blackfin processzorok tehát erősen célorientált, több architektúrát egyesítő hibrid, DSP és mikrovezérlő képességeket egyesítő eszközcsalád.

## Fordítás
Ez a szócikk részben vagy egészben  a   Blackfin című angol Wikipédia-szócikk ezen változatának fordításán alapul.  Az eredeti cikk szerkesztőit annak laptörténete sorolja fel. Ez a jelzés csupán a megfogalmazás eredetét és a szerzői jogokat jelzi, nem szolgál a cikkben szereplő információk forrásmegjelöléseként.